# Тучапи (Підкарпатське воєводство)
Тучапи (пол. Tuczempy) — село у Польщі, у гміні Ярослав Ярославського повіту Підкарпатського воєводства. Знаходиться на відстані 7 км на південний схід від Ярослава.
Населення — 1659 осіб (2011).

## Історія
У 1945—1946 роках з села було переселено 10 українських сімей (43 особи). Переселенці опинилися в населених пунктах Станіславської області.
З 1975 по 1998 роках село знаходилося у складі Перемишльського воєводства.

## Демографія
Демографічна структура станом на 31 березня 2011 року:
|          | Загалом | Допрацездатний вік | Працездатний вік | Постпрацездатний вік |
| -------- | ------- | ------------------ | ---------------- | -------------------- |
| Чоловіки | 814     | 177                | 548              | 89                   |
| Жінки    | 845     | 167                | 494              | 184                  |
| Разом    | 1659    | 344                | 1042             | 273                  |